# Hjalmarsgård
Hjalmarsgård er en avlsgård under Brattingsborg Gods. Gården er opført i 1884 og ligger i Tranebjerg Sogn i Samsø Kommune.
Hjalmarsgård er på 390 hektar agerjord

## Ejere af Hjalmarsgård
- (1884-1886) Christian Conrad Sophus lensgreve af Danneskiold-Samsøe nr3
- (1886-1914) Christian Frederik lensgreve af Danneskiold-Samsøe nr4
- (1914-1945) Aage Conrad lensgreve af Danneskiold-Samsøe
- (1945-1985) Elisabeth Henriette Aagesdatter komtesse af Danneskiold-Samsøe gift Lassen
- (1985-) Anders Aage Schou Danneskiold Lassen